# 诺克斯-肖陨石坑
诺克斯-肖陨石坑（Knox-Shaw）是位于月球正面东部赤道区的一座小撞击坑，其名称取自英国天文学家哈罗德·诺克斯-肖(Harold Knox-Shaw，1885年-1970年)，1973年被国际天文学联合会批准接受。 

## 描述

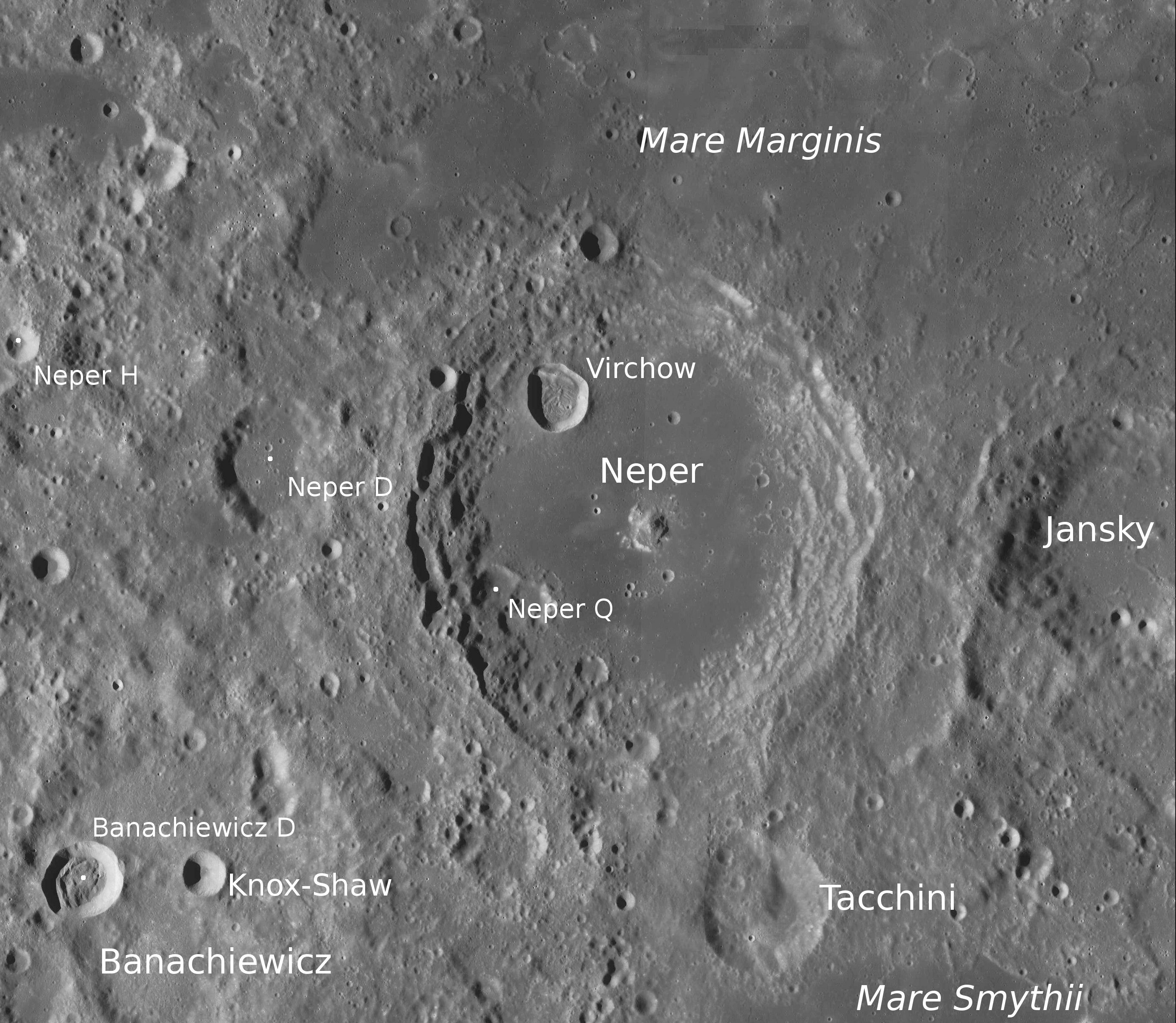
诺克斯-肖陨石坑的周边，月球勘测轨道飞行器拍摄。

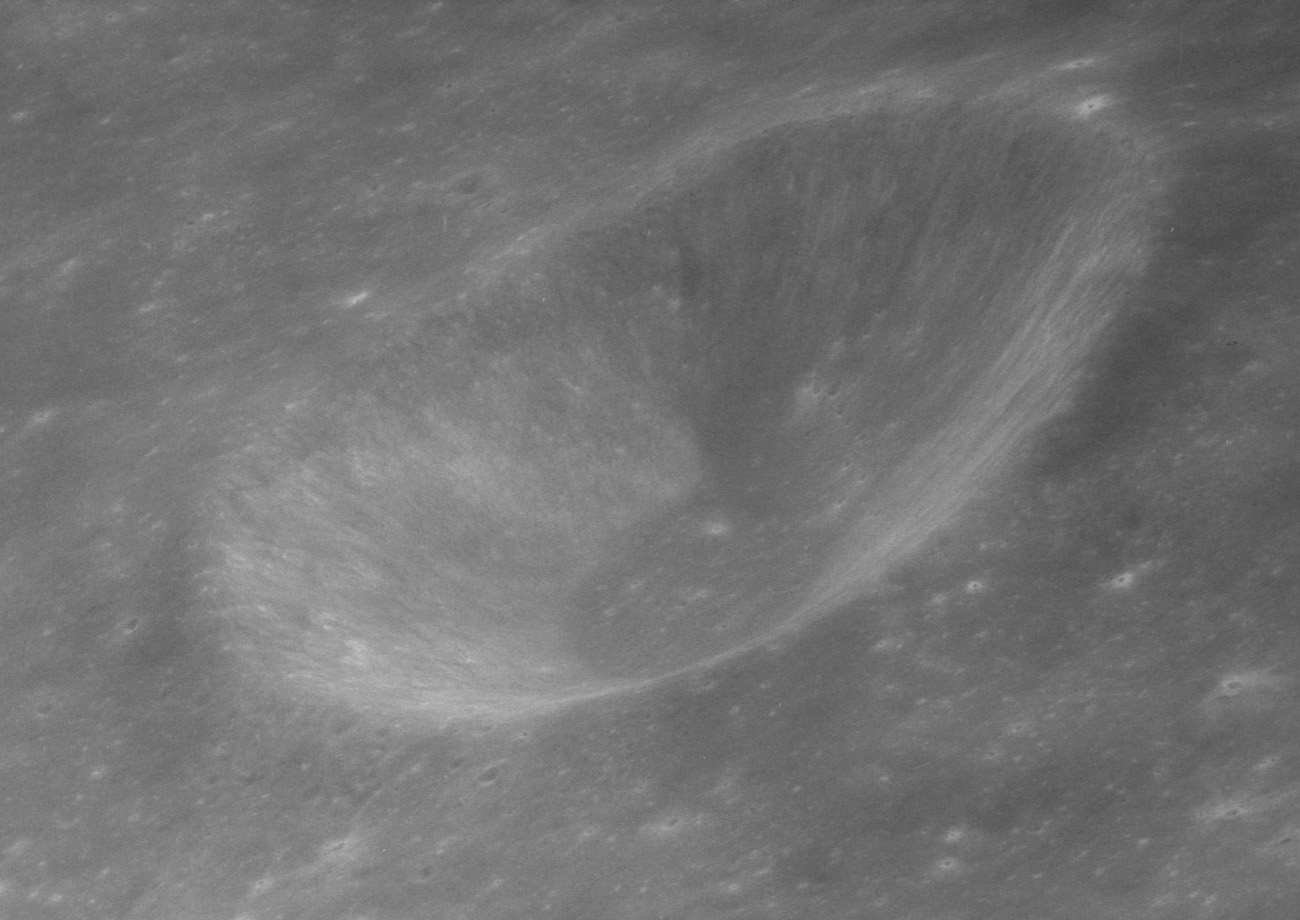
Oblique 阿波罗11号拍摄的诺克斯-肖陨石坑斜视图

该陨坑位于环壁平原-巴纳赫维奇环形山坑内，西北毗邻维尔特陨石坑、东北坐落了巨大纳皮尔环形山、塔基尼陨石坑位于它的东面、南面则横亘了舒伯特环形山。诺克斯-肖陨石坑西面靠近浪海、东南则是史密斯海。该陨坑中心月面坐标为5°22′N 80°11′E / 5.36°N 80.19°E，直径13.44公里，深度约2.18公里。
诺克斯-肖陨石坑是一座圆杯状的撞击坑，有一个平坦的小坑底，未受到明显的撞击侵蚀。陨坑坑壁略有磨损，内侧壁宽阔、平缓，呈现较高的反照率。坑壁最大高出周边地形500米，内部容积约有70公里3。其形态特征隶属于"BIO 型"(以该类陨坑的典型代表-毕奥陨坑所命名)。
该陨石坑在1973年被国际天文学联合会正式命名前，曾被指名为卫星坑"巴纳赫维奇 F"(所谓的"卫星坑标记法"：以所靠近的主坑名+字母来命名)。

## 另请参阅
- Andersson, L. E.; Whitaker, E. A. . NASA RP-1097. 1982.
- Blue, Jennifer. . USGS. July 25, 2007  [2007-08-05]. （原始内容存档于2015-05-26）.
- Bussey, B.; Spudis, P. . New York: Cambridge University Press. 2004. ISBN 978-0-521-81528-4.
- Cocks, Elijah E.; Cocks, Josiah C. . Tudor Publishers. 1995. ISBN 978-0-936389-27-1.
- McDowell, Jonathan. . Jonathan's Space Report. July 15, 2007  [2007-10-24]. （原始内容存档于2015-01-12）.
- Menzel, D. H.; Minnaert, M.; Levin, B.; Dollfus, A.; Bell, B. . Space Science Reviews. 1971, 12 (2): 136–186. Bibcode:1971SSRv...12..136M. doi:10.1007/BF00171763.
- Moore, Patrick. . Sterling Publishing Co. 2001. ISBN 978-0-304-35469-6.
- Price, Fred W. . Cambridge University Press. 1988. ISBN 978-0-521-33500-3.
- Rükl, Antonín. . Kalmbach Books. 1990. ISBN 978-0-913135-17-4.
- Webb, Rev. T. W.  6th revised. Dover. 1962. ISBN 978-0-486-20917-3.
- Whitaker, Ewen A. . Cambridge University Press. 1999. ISBN 978-0-521-62248-6.
- Wlasuk, Peter T. . Springer. 2000. ISBN 978-1-85233-193-1.